# La Motte (Québec)
Pour les articles homonymes, voir La Motte.
La Motte est une municipalité de la province de Québec, dans la municipalité régionale de comté (MRC) d'Abitibi de la région administrative d'Abitibi-Témiscamingue.

## Toponymie
Dans le territoire abitibien, quatre homonymes « La Motte » sont en usage, en relation à la localité de La Motte: le canton de La Motte, la municipalité de La Motte, le lac La Motte (constitué par un élargissement de la rivière Harricana) et la baie de La Motte (située sur le lac Malartic dans la municipalité de La Motte). Le toponyme de la municipalité a été choisi en l'honneur du militaire Henri-Guillaume-Jérôme Vacquier de Lamothe. Parmi ses œuvres de vie, ce militaire a exercé le rôle de capitaine dans le régiment de Béarn de l'armée de Montcalm.

## Histoire
- 1916 : Proclamation du canton de La Motte.
- 30 mai 1921 : Constitution de la municipalité du canton de La Motte-Partie-Ouest.
- 1947 : Le canton de La Motte-Partie-Ouest devient la municipalité de La Motte.
- 2011 : L'église Saint-Luc est transformée en un « Centre communautaire », inauguré le 2 juin 2011[3].

## Géographie
Le village de La Motte est situé à mi-chemin entre Amos (distance de 27,5 km) et Malartic (distance de 30,5 km), par la route provinciale 109 qui traverse le territoire municipal du nord au sud. Le village de La Motte est situé à 80,7 km de Rouyn-Noranda et 57,2 km de Val D'Or. La rivière Harricana qui constitue la limite est du territoire municipal, comporte à la hauteur de La Motte deux renflements qui forment des lacs importants en superficie: le lac Malartic au sud-est et le lac La Motte au nord-est. L'accès à la localité de La Motte s'effectue par la route 117 reliant Val d'Or et Rouyn-Noranda, ou par la route 111 reliant Val d'Or à Amos.
Le territoire municipal de La Motte chevauche la ligne de partage des eaux entre le bassin versant de la Baie James (partie est du territoire de La Motte) et le bassin versant du fleuve Saint-Laurent (partie ouest). Au début du XIXe siècle, la colonisation du territoire a pris de la vigueur grâce à l'arrivée du chemin de fer Transcontinental à Amos, en 1913, reliant l'Abitibi à la ville de Québec. Ce chemin de fer qui passe par Hervey-Jonction (Moyenne-Mauricie), La Tuque (Haute-Mauricie) et Senneterre (Abitibi) engendra un afflux considérable de colons partout dans le Nord-Ouest québécois.

## Démographie
| 1991 | 1996 | 2001 | 2006 | 2011 | 2016 | 2021 |
| ---- | ---- | ---- | ---- | ---- | ---- | ---- |
| 415  | 409  | 406  | 395  | 457  | 453  | 478  |

## Centre communautaire multifonctionnel
Inauguré le 2 juin 2011, le centre communautaire multifonctionnel de La Motte a été aménagé dans l'enceinte de l’ancienne église Saint-Luc (construite en 1937). Acheté pour 1 $ en 2005 par la municipalité, l'édifice rénové au coût de 260 000 $ comporte une salle multifonctionnelle (salle Héritage avec une scène pour les spectacles) aménagée dans la nef (rez-de-chaussée) pour des événements publics de 300 places et la salle des Pionniers au sous-sol, pour 150 places, avec une cuisine tout équipée. Ces salles permettent la tenue de réunions, présentations, expositions, noces, spectacles... Le chœur conserve son authenticité notamment pour la célébration d'offices religieux: baptêmes, funérailles, messes, mariages ou autres grands événements religieux. Une grille rétractable et un rideau séparent la nef de cette section réservée au culte. Le calendrier des événements du centre communautaire est disponible sur le site Internet officiel de la municipalité.
Les fenêtres et les boiseries de l’ancienne église ont été soigneusement restaurées. L’ex-sacristie a été subdivisée; une section est dédiée aux besoins de la Fabrique de la chapelle Saint-Luc. Un comité a but non lucratif assure la gestion du Centre communautaire. Plus de 3000 heures de bénévolat ont été consacrés à la restauration de l'édifice pour sa nouvelle vocation multifonctionnelle. Cette restauration d'édifice est un modèle d'intégration du patrimoine religieux à la vie communautaire d'une petite localité.

## Administration
Les élections municipales se font en bloc pour le maire et les six conseillers.
| La Motte Maires depuis 2001                                                                                          |                               |                        |          |
| Élection | Maire                         | Qualité                | Résultat |
| 2001 | René Martineau                |                        | Voir     |
| 2005 | René Martineau                | Voir                   |          |
| 2009 | René Martineau                | Voir                   |          |
| 2013 | René Martineau                | Voir                   |          |
| 2017 | Louis-Joseph Fecteau-Lefebvre |                        | Voir     |
| nov. 2018 | Réjean Richard                | Conseiller (2015-2018) | Voir     |
| 2021 | Réjean Richard                | Conseiller (2015-2018) | Voir     |
| janv. 2023 | Pierre Bouchard               | Maire suppléant        | Voir     |
| mars 2023 | Paul Lafrenière               |                        | Voir     |
| Élection partielle en italique Depuis 2005, les élections sont simultanées dans toutes les municipalités québécoises |                               |                        |          |

## Personnalités

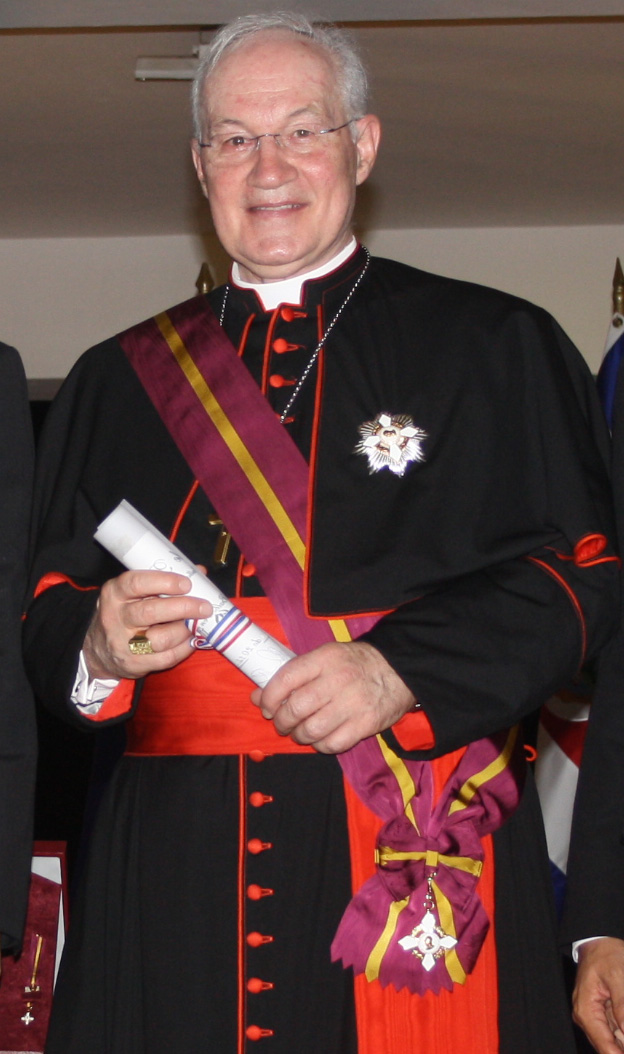
Le cardinal Marc Ouellet.

- Lieu de naissance du cardinal Marc Ouellet, ancien archevêque de Québec et primat du Canada[9].
- Lieu de résidence de Pierre Labrèche, conteur québécois [10]
- Lieu de résidence de Margot Lemire, poète et dramaturge québécoise [11]

## Événements
- La Route du terroir
- Le Noël du terroir
- Le Show de La Motte

## Galerie photos

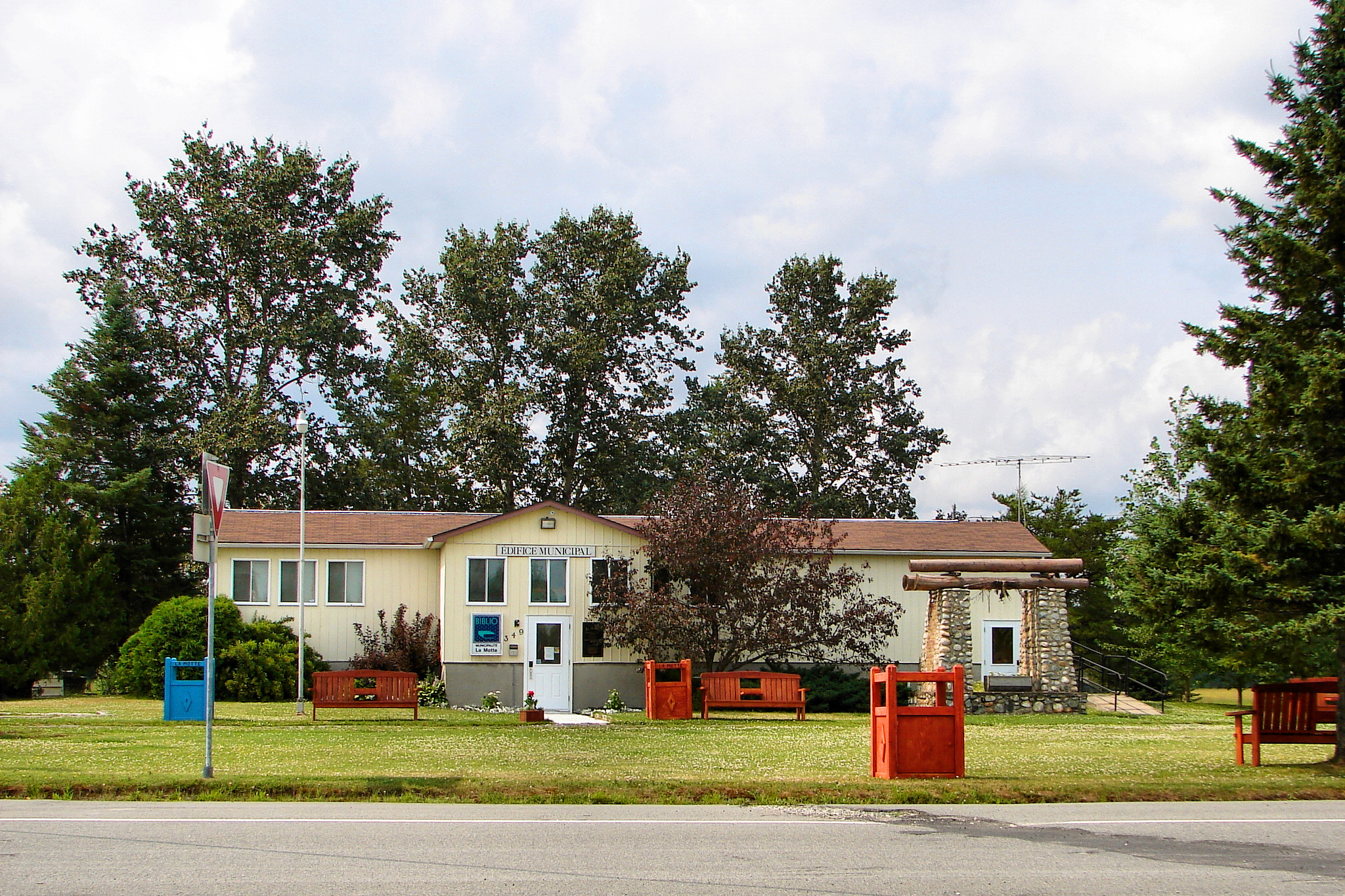
Hôtel de ville.
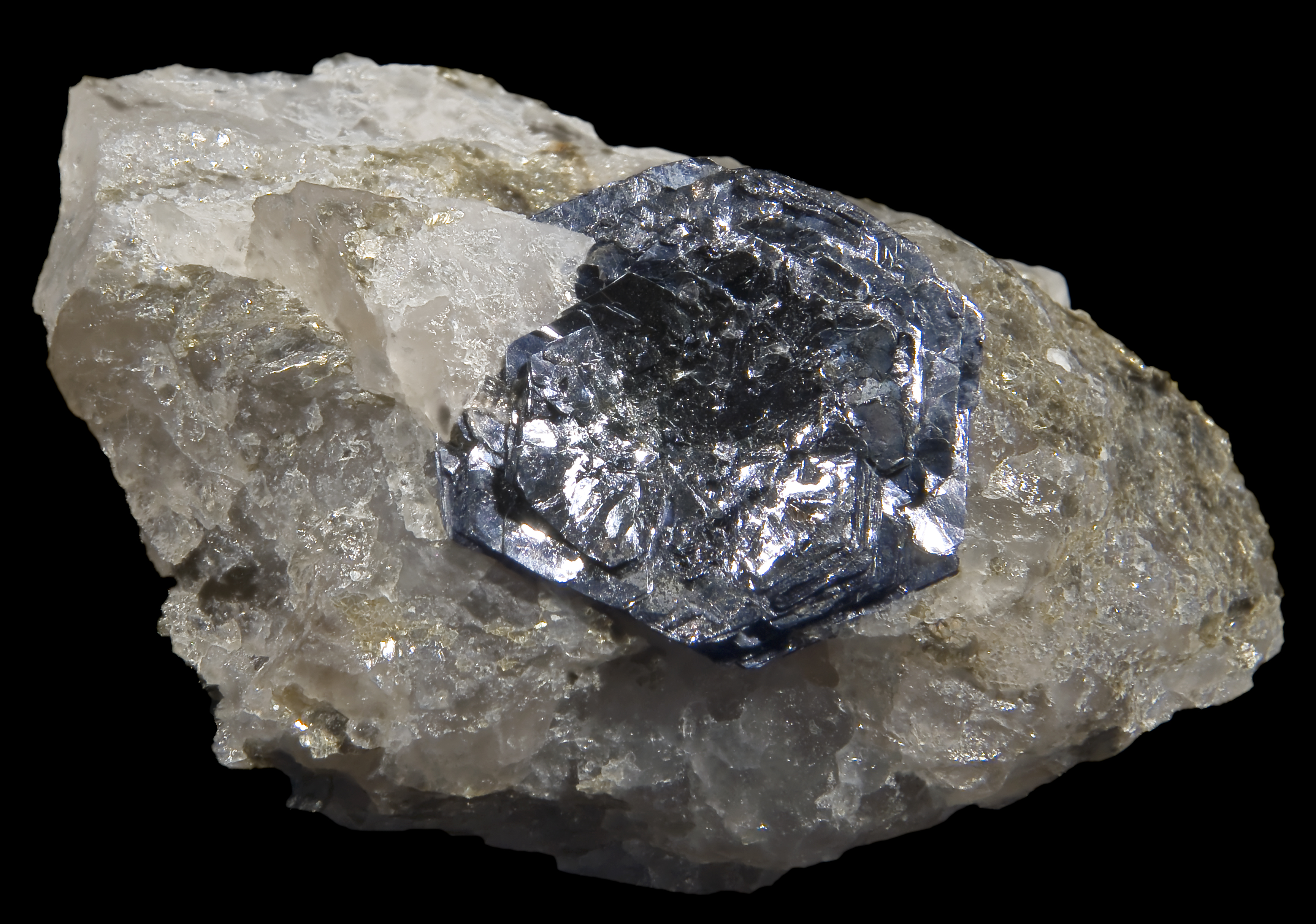
Molybdénite de La Motte.